# چارلز بنت (ورزشکار دو و میدانی)
چارلز بنت (انگلیسی: Charles Bennett; ۲۸ دسامبر ۱۸۷۰ – ۱۶ دسامبر ۱۹۵۰) دونده دو نیمه‌استقامت اهل بریتانیا بود.